# Gmina Oprtalj
Oprtalj (wł. Portole) – gmina w Chorwacji, w żupanii istryjskiej. W 2011 roku liczyła 850 mieszkańców.

## Miejscowości
Miejscowości wchodzące w skład gminy Oprtalj:

- Bencani (wł. Benzani)
- Čepić (wł. Ceppich)
- Golubići (wł. Golobici)
- Gradinje (wł. Gradigne)
- Ipši (wł. Ipsi)
- Krajići (wł. Craici)
- Livade (wł. Levade)
- Oprtalj (wł. Portole)
- Pirelići (wł. Perelici)
- Šorgi (wł. Sorghi)
- Sveta Lucija (wł. S. Lucia)
- Sveti Ivan (wł. S. Giovanni)
- Vižintini (wł. Visintini)
- Vižintini Vrhi (wł. Monti di Visintini)
- Žnjidarići (wł. Znidarici)
- Zrenj (wł. Stridone)